# Dận Đường
Doãn Đường (tiếng Mãn: ᠶᡡᠨ
 ᡨᠠᠩ, Möllendorff: Yūn Tang, Abkai: Yvn Tang, chữ Hán: 允禟; 17 tháng 10 năm 1683 – 22 tháng 9 năm 1726), là Hoàng tử thứ 9 tính trong số những người con sống tới tuổi trưởng thành của Thanh Thánh Tổ Khang Hi Đế.

## Thân thế
Doãn Đường nguyên danh là Dận Đường (chữ Mãn:ᡳᠨ
ᡨᠠᠩ, chữ Hán: 胤禟), sinh ngày 27 tháng 8 (âm lịch) năm Khang Hi thứ 22 (1683), là anh em ruột với Hằng Ôn Thân vương Dận Kì và Dận Tư (胤禌). Sinh mẫu là Nghi phi, một phi tần rất được sủng ái của Khang Hi Đế. Ông là một trong các Hoàng tử tham gia vào cuộc tranh giành ngôi báu, thuộc "Bát A ca đảng". Ông không phải là một người con được Khang Hi Đế quý mến, nhưng cũng có ảnh hưởng tới các anh em của mình.

## Cuộc đời
Năm Khang Hi thứ 31 (1692), Dận Đường vì cảm nhiễm ở tai, sốt cao hôn mê, cực kì nguy cấp, vừa hay gặp được Lô Y Đạo, một giáo sĩ truyền giáo người Italy từ Macao đến, tinh thông ngoại khoa, phụng chiếu nhập cung làm ngự y. Được Lô Y Đạo tận tình cứu chữa, Dận Đường rất nhanh liền khỏi hẳn. Cùng nhờ vậy mà sau khi thành niên, Dận Đường rất có hảo cảm với người châu Âu. Dận Đường được xem như một người tiên phong trong trào sử dụng chữ cái Latin để phiên dịch ngôn ngữ Mãn Châu. Ông được biết là đã có quan hệ với các nhà truyền giáo Bồ Đào Nha. Dận Đường từng bị cáo buộc đã sử dụng chữ cái Latin để bí mật liên lạc với những người ủng hộ Dận Tự.
Cuối tháng 8, khi Khang Hi Đế cùng 6 vị A ca từ tuần du Tái ngoại, chuẩn bị hồi kinh thì nghe tin Dận Đường khỏi hẳn, lập tức gọi đến. Đây là lần đầu tiên Dận Đường đi săn, lại chỉ cần dùng tên ngắn đã săn được 2 đầu lộc. Lại một lần đi săn khác, Dận Đường bắn chết một con hổ, Khang Hi cực kì khen ngợi. Dận Đường từ nhỏ đã hưởng một nền giáo dục Mãn Hán văn hóa một cách cực kì nghiêm khắc và hệ thống, lại học thêm một ít khoa học kĩ thuật. Năm Khang Hi thứ 42 (1703), lần thứ 4 Khang Hi Đế nam tuần, khi đang dạo chơi hoa viên của Tần gia ở Vô Tích, thì gặp được Tần Đạo Nhiên (秦道然), hậu duệ của Tần Quan (秦观) đại thi từ thời Tống. Ước chừng 2 năm sau, Tần Đạo Nhiên trở thành sư phó của Dận Đường.
Năm Dận Đường 23 tuổi, theo lệ thường mà xuất cung lập phủ. Phủ của ông ở phía Tây giáp với phủ Cung Thân vương Thường Ninh, phía bắc là phủ Bát Bối lặc Dận Tự. Năm Khang Hi thứ 47 (1708), Khang Hi Đế tức giận Dận Thì cùng Dận Tự cấu kết mưu đoạt Thái tử vị, muốn đem cả hai giam cầm. Dận Đường liền biện minh: "Bát a ca Dận Tự vô thử tâm, thần đẳng nguyện bảo chi". Khang Hi Đế cực kì tức giận, Hoàng ngũ tử Dận Kì phải quỳ ôm khuyên can, chư Hoàng tử phải dập đầu cầu tình, mới làm cơn tức giận của Khang Hi Đế giảm xuống, lệnh chư vị Hoàng tử đem Dận Đường cùng Dận Trinh đuổi ra ngoài. Thời gian đó, mỗi lần Khang Hi Đế ra ngoài tuần hành, Dận Đường đều đi theo.
Năm Khang Hi thứ 48 (1709), tháng 3, Dận Đường được phong Bối tử. Tháng 10, ông được lệnh đến Ông Ngưu Đặc bộ tống tang Hòa Thạc Ôn Khác Công chúa. Sau khi Ung Chính Đế lên ngôi, ông bị đổi tên thành Doãn Đường để tránh kị huý. Cùng năm đó, Ung Chính Đế cho triệu Doãn Đường vào cung và đưa đi Tây Ninh, đặt ông dưới sự giám sát của Niêu Canh Nghiêu. 
Năm Ung Chính thứ 3, ông bị tước bỏ tước hiệu Bối tử. Sau đó bị ghép vào tội xấc xược vô lễ, Doãn Đường cùng với Bát a ca Doãn Tự bị khai trừ khỏi hoàng tộc, xóa bỏ tên khỏi tông tịch, bị đổi tên thành "Tắc Tư Hắc" . Theo Hắc đồ đương (黑图档), sử liệu Mãn văn lưu trữ lại Liêu Ninh, 8 người con trai của Doãn Đường lần lượt bị đổi tên thành Phục Tây Hồn, "Phật Sở Hồn", "Ô Bỉ Nhã Đạt", "Ngạch Y Mặc Đức", "Hải Lan", "Đống Khải", "Đỗ Hi Hiến", "Ngạch Y Hồn" để vũ nhục. Doãn Đường đã xin với Ung Chính Đế cho phép ông dành phần đời còn lại của mình để là một nhà sư, nhưng Ung Chính Đế đã từ chối và bị giam tại Bảo Định. Cùng năm đó ông mất vì một "căn bệnh lạ ở bụng". Tuy nhiên, có những suy đoán rằng Doãn Đường chết vì bị ngộ độc. Sau khi Doãn Đường bị hoạch tội, Đích Phúc tấn Đổng Ngạc thị cùng với trưởng tử Hoằng Trinh đều bị giam giữ. Hoằng Trinh bị giam suốt 50 năm, đến năm Càn Long thứ 43 (1778) mới được thả ra, khôi phục danh tự và tông tịch. Đồng thời, Dận Đường cũng được khôi phục tông tịch và tông tịch.

### Ý nghĩa của "Tắc Tư Hắc"
Tắc Tư Hắc (chữ Mãn:ᠰᡝᠰᡥᡝ, chữ Hán: 塞思黑, phiên âm: Seshe) được Lỗ Tấn nhận định nghĩa là một thuật ngữ của người Mãn Châu khi dịch ra Hán tự có nghĩa là "chó". Nhưng "chó" trong Mãn văn là "Ẩn đáp hổn" (chữ Mãn:ᡳᠨᡩᠠᡥᡡᠨ, chữ Hán: 隐搭混, phiên âm: Indahūn). Có học giả lại suy đoán đây là động tự "Run rẩy" (chữ Mãn:ᠰᡝᠰᡥᡝᠮᠪᡳ, chữ Hán: 颤抖, phiên âm: Seshembi) thể mệnh lệnh, ý là "Đi run rẩy đi". Cũng có học giả cho rằng đây có thể là ý "Dã trư đâm bị thương người", đem Dận Đường ví như Dã trư đâm người bị thương, ý chỉ Dận Đường "Làm người căm hận, không biết xấu hổ".

## Gia quyến

### Thê thiếp
- Đích Phúc tấn: Đổng Ngạc thị (棟鄂氏), huyền tôn nữ của Cố Luân Đoan Trang Công chúa. "Ngọc điệp" vào năm Khang Hi thứ 45 (1706) có ghi chép, đệ cửu tử Dận Đường đã có Đích phi là con gái Đô đốc Tề Thực (齐实) [17]. Lại có bảng lưu trữ về bản tấu của Binh bộ Thị lang Lý Duy Quân (李维钧) vào ngày 20 tháng 4 năm Ung Chính thứ 2 (1724), "Tấu vi Cửu Bối tử Phúc kim chi phụ nguyên nhâm Chính Hồng kỳ Cố sơn Ngạch chân Tề Thập tức Thất Thập tại Hoạch Lộc huyện bệnh số sự".[18]
- Trắc Phúc tấn:
  - Lưu thị (劉氏), con gái của Lưu Đại (劉大), nguyên là thiếp thất.
  - Lang thị (郎氏), con gái của Lang Đồ (郎圖), nguyên là thiếp thất.
  - Châu thị (周氏), con gái của Châu Đại (周大), nguyên là thiếp thất.
  - Chu thị (朱大), con gái của Chu Đại (朱大), nguyên là thiếp thất.
  - Đông thị (佟氏), con gái của Đông Đại (佟大).
- Thiếp thất: 
  - Triệu Giai thị (兆佳氏), con gái của Mã Nạp Cáp (瑪納哈). Căn cứ ghi chép "Ngọc điệp" vào năm Khang Hy thứ 45, đệ cửu tử Dận Đường có một thị thiếp Trác Giáp thị (卓甲氏) từng sinh dục, nghi ngờ là Triệu Giai thị.
  - Hoàn Nhan thị (完顏氏), con gái của Vương Đạt (王達). Căn cứ ghi chép "Ngọc điệp" vào năm Khang Hy thứ 45, đệ cửu tử Dận Đường có một thị thiếp Vương Giáp thị (王甲氏), ứng với Hoàn Nhan thị đã từng sinh dục.
  - Trần thị (陳氏), con gái của Trần Đại (陳大).
  - Hách Tây Khắc thị (赫西克氏). Căn cứ ghi chép "Ngọc điệp" vào năm Khang Hy thứ 45, đệ cửu tử Dận Đường có một thị thiếp Hách Tây Khắc thị (赫西克氏) từng sinh dục.

### Hậu duệ

#### Con trai
1. Hoằng Chỉnh (弘晸; 1706 – 1787), mẹ là Lưu thị, được phong Tán trật Đại thần, có 2 con trai.
2. Hoằng Chương (弘暲; 1709 – 1756), mẹ là Lưu thị, có 1 con trai.
3. Hoằng Tương (弘相; 1710 – 1739), mẹ là Triệu Giai thị, có 1 con trai nhưng chết non.
4. Hoằng Khoáng (弘曠; 1711 – 1737), mẹ là Lang Thị, không rõ hôn sự.
5. Hoằng Đỉnh (弘鼎; 1711 – 1782), mẹ là Hoàn Nhan thị, được phong Tam đẳng Thị vệ, có 7 con trai.
6. Đông Hi (棟喜; 1719 – 1791), mẹ là Chu thị, có 5 con trai.
7. Tứ Bảo (四保; 1719 – 1771), mẹ là Châu thị, được phong Thị vệ, sau bị tước phong hiệu, có 2 con trai. Năm Khang Hi thứ 61 (1722), phụng chỉ quá kế thừa tự Ni Nhã Cáp (尼雅哈), tằng tôn của Phí Dương Quả – con trai thứ 16 của Nỗ Nhĩ Cáp Xích.
8. Đô Tích Hân (都锡欣; 1720 – 1775), không rõ mẹ, có 3 con trai.

#### Con gái
1. Trưởng nữ (1701 – 1725), mẹ là Hoàn Nhan thị, hạ giá lấy Quận vương Sắc Bặc Đằng Vượng Bố (色卜騰旺布) thuộc Xước Lạc Tư thị của Ách Lỗ Đặc bộ.
2. Nhị nữ (1702 – 1741), mẹ là Triệu Giai thị, hạ giá lấy Ba Lâm Quận vương Lâm Bố (琳布) – con trai của Cố Luân Vinh Hiến Công chúa và là hậu duệ của Cố Luân Thục Tuệ Trưởng Công chúa, Hòa Thạc Công chúa Mục Khố Thập.
3. Tam nữ (1704 – 1727), mẹ là Hoàn Nhan thị, lấy Thị vệ Nạp Lan Vĩnh Phúc (納蘭永福), cháu nội của Nạp Lan Minh Châu và là con thừa tự của Nạp Lan Quỹ Tự.
4. Tứ nữ (1705 – 1726), mẹ là Đổng Ngạc thị, hạ giá lấy Triệu Thế Dương (趙世揚).
5. Ngũ nữ (1706 – 1742), mẹ là Triệu Giai thị, hạ giá lấy Sắc Bặc Đằng (色卜騰).
6. Lục nữ (1719 – 1767), mẹ là Trần thị, hạ giá lấy Trần Bố (陳布). Trần Bố qua đời trước khi họ kết hôn nên Lục nữ bị coi là góa phụ tới suốt cuộc đời.

## Trong văn hóa đại chúng
| Năm  | Tác phẩm                                         | Diễn viên                                               |
| 1980 | Đại nội quần anh (大内群英)                      | Mạc Hiểu Thông (莫少聪)                                 |
| 1988 | Mãn Thanh thập tam hoàng triều (满清十三皇朝)    | Đàm Đức Thành (谭德成)                                  |
| 1995 | Cửu vương đoạt vị (九王夺位)                     | Khương Hạo Văn (姜皓文)                                 |
| 1997 | Giang hồ kỳ hiệp truyện (江湖奇侠传)             | Lưu Toàn (刘全)                                         |
| 1999 | Ung Chính vương triều (雍正王朝)                 | Miêu Hải Trung (苗海忠)                                 |
| 2002 | Lý Vệ đương quan (李卫当官)                      | Miêu Hải Trung (苗海忠)                                 |
| 2003 | Cửu ngũ chí tôn (皇太子秘史)                     | Lý Gia Thanh (李家声)                                   |
| 2003 | Hoàng Thái tử bí sử (皇太子秘史)                 |                                                         |
| 2004 | Lý Vệ đương quan 2 (李卫当官 2)                  | Miêu Hải Trung (苗海忠)                                 |
| 2008 | Thư kiếm ân cừu lục                              | Lưu Đức Khải (刘德凯) Dùng tên giả Vu Vạn Đình (于万亭) |
| 2011 | Cung tỏa tâm ngọc                                | Mã Văn Long (马文龙)                                    |
| 2011 | Bộ bộ kinh tâm                                   | Hàn Đống (韩栋)                                         |
| 2013 | Ngã vi cung cuồng (我为宫狂)                     | Trương Triết Hãn (张哲瀚)                               |
| 2013 | Cung tỏa trầm hương (宫锁沉香)                   | Chu Tử Kiêu (朱梓骁)                                    |
| 2017 | Hoa Lạc Cung Đình Thác Lưu Niên (花落宫廷错流年) | Hình Thành (邢城)                                       |
| 2019 | Mộng Hồi Đại Thanh (梦回大清)                    | Lang Bằng (狼朋)                                        |